# Kaspar Karsen
Kasparus (Kaspar) Karsen (Amsterdam, 2 april 1810 – Biebrich, 24 juli 1896) was een Nederlands kunstschilder. Hij schilderde vooral stads- en riviergezichten in een klassieke, geromantiseerde stijl.

## Leven
Hij, bij zijn doop vermeld als Karsper, was zoon van kastenmaker Aalt Karsen en Helena Westenberg. Karsen werd opgeleid door zijn oom, de stads- en landschapsschilder George Westenberg. Later studeerde hij aan de Rijksakademie van beeldende kunsten en bij de schilder Hendrik ten Cate. Na een aantal jaren als decoratieschilder te hebben gewerkt, specialiseerde hij zich in het stads- en riviergezicht. Daarbij schilderde hij niet altijd topografische situaties maar vaak een soort fantasiebeelden, waarin hij elementen uit de werkelijkheid tot een nieuw geheel samenvoegde. Veelal gaf hij steden weer gezien vanaf de buitenkant.
Karsen maakte al vanaf jonge leeftijd veel reizen naar het buitenland, onder andere naar Bretagne, langs de Moldau naar Praag en langs de Rijn en Donau naar Wenen. Ook daar schilderde hij oude steden met torens en pleinen, grote bruggen en kades met zeilschepen.
Karsen had een groot aantal leerlingen, onder wie zijn zoon Eduard, Johannes Frederik Hulk, Coen Metzelaar en Cornelis Springer, die zich ook vaak toelegden op het stadsgezicht.
Karsen werd in 1836 lid van Arti et Amicitiae. Hij overleed in 1896, 86 jaar oud, te Biebrich in Duitsland.
Werk van Karsen bevindt zich onder andere in het Rijksmuseum Amsterdam en het Amsterdam Museum.

## Galerij

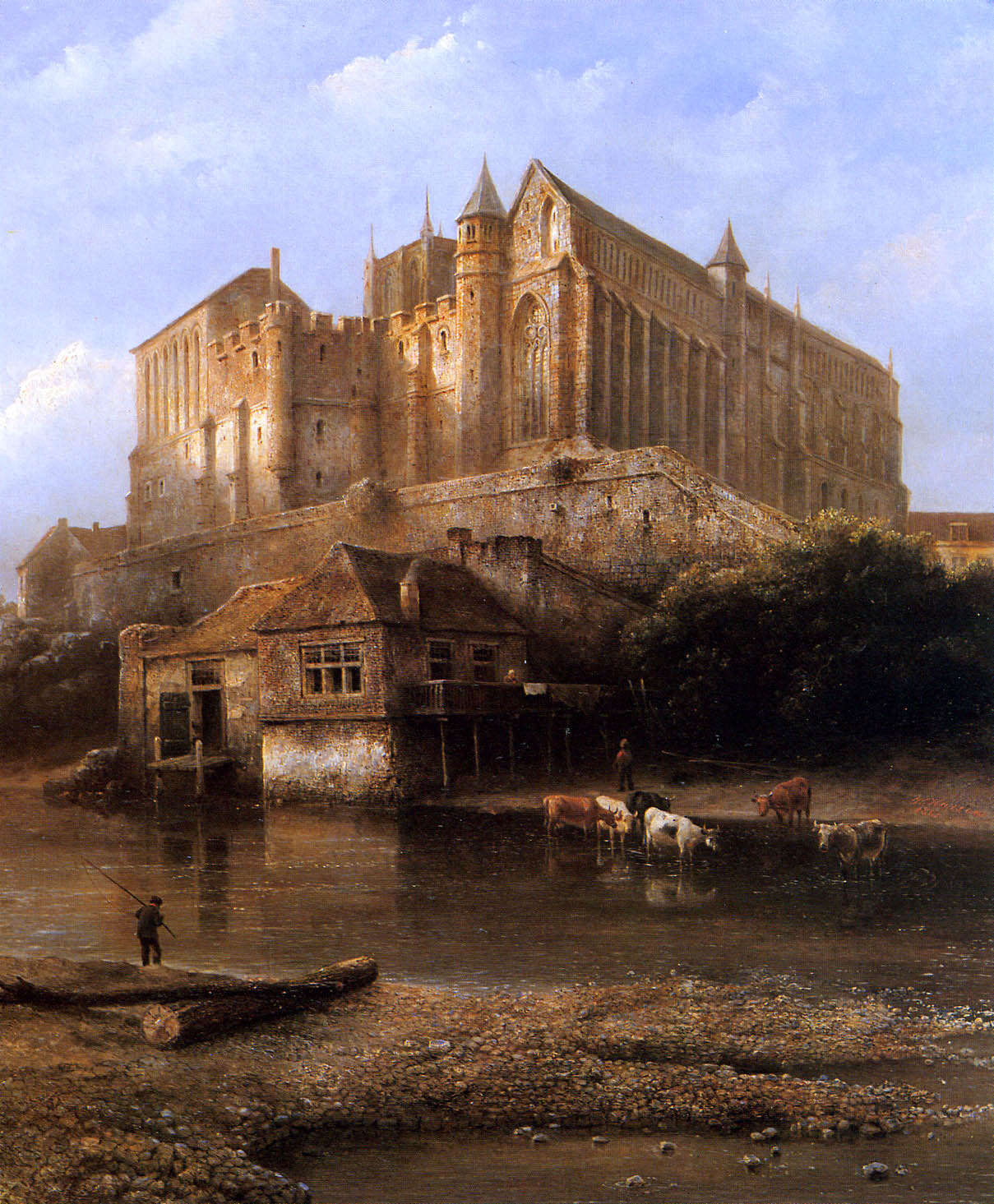
Duitse vestingskerk
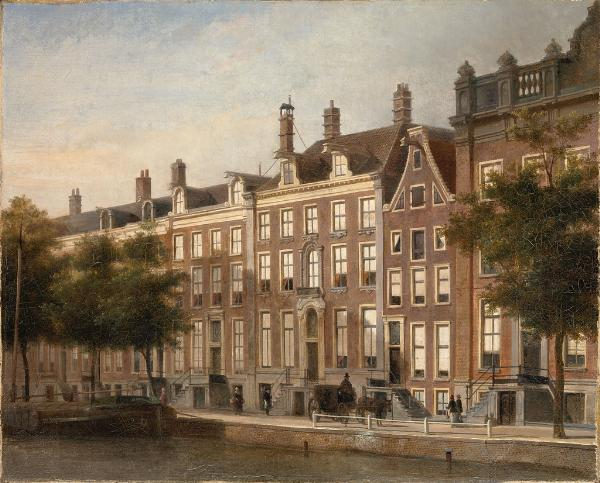
Herengracht met huis Willet Holthuijsen
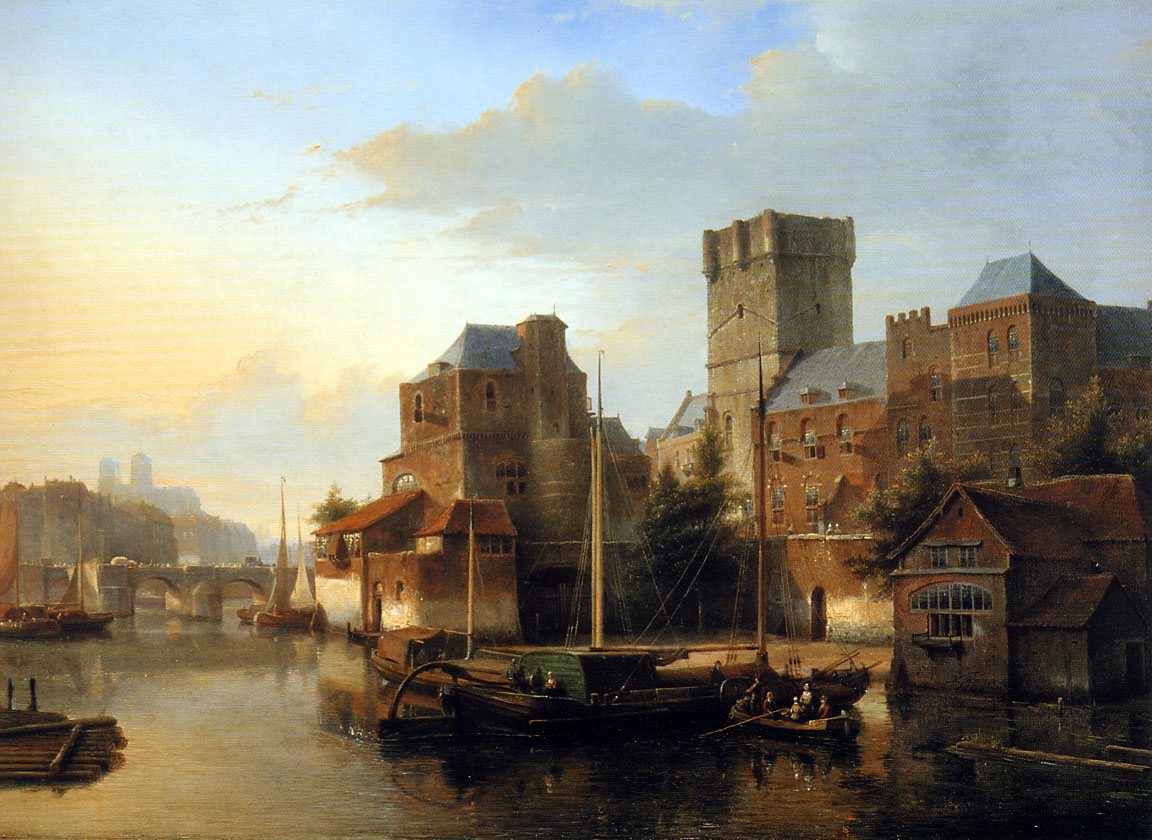
Activiteit op de rivier bij een stad
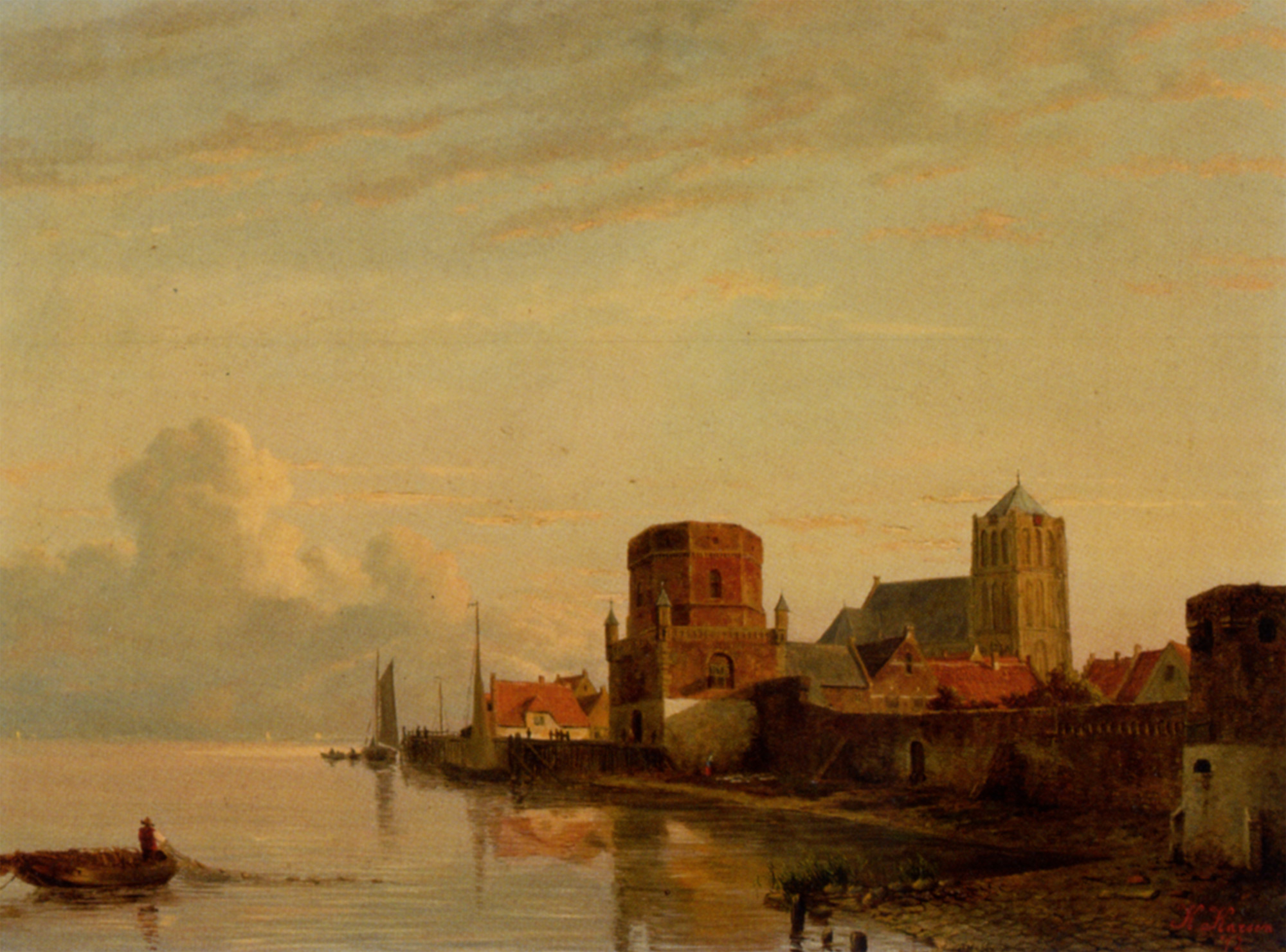
Blik op Woudrichem (1872)
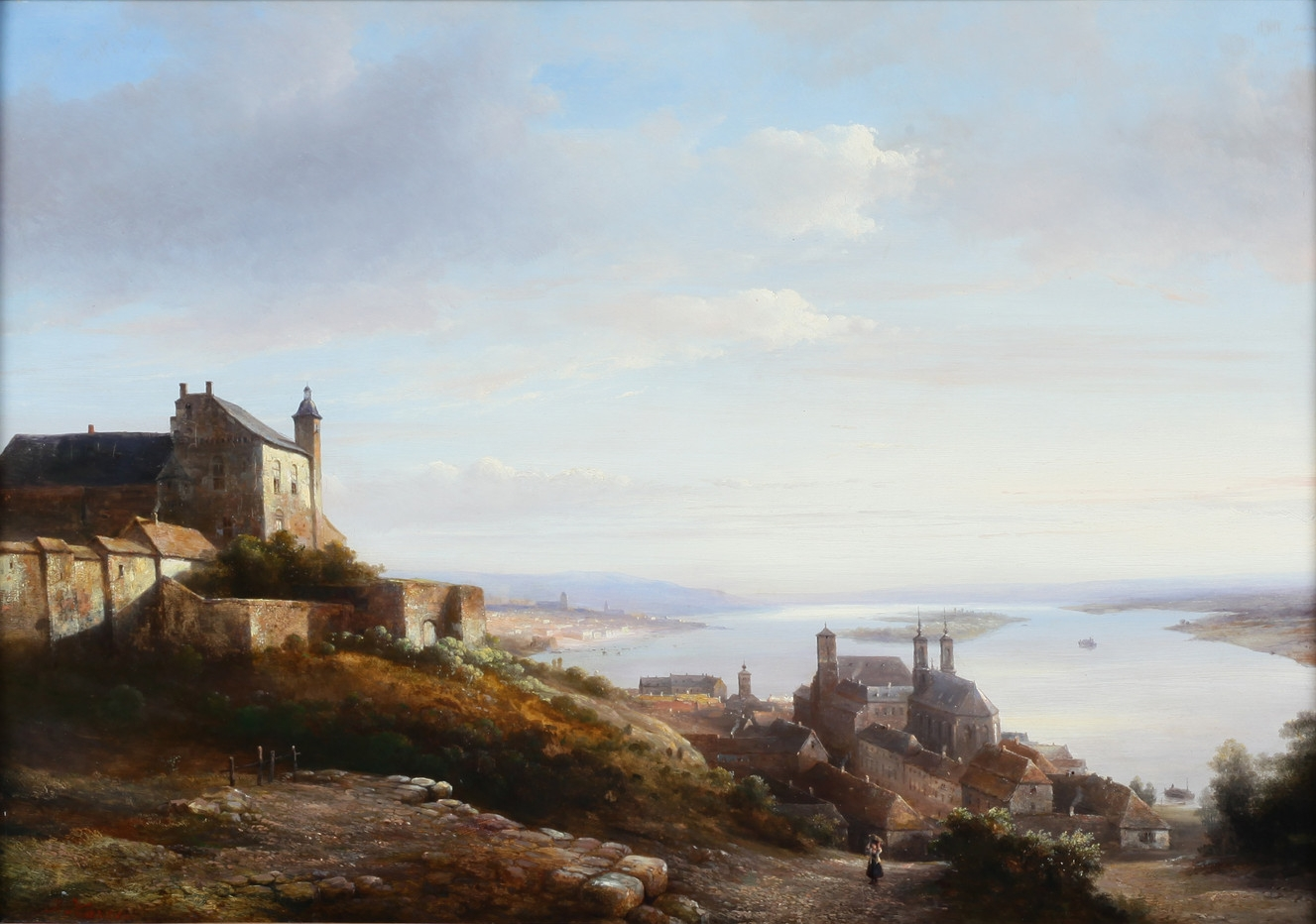
Stad met kathedraal
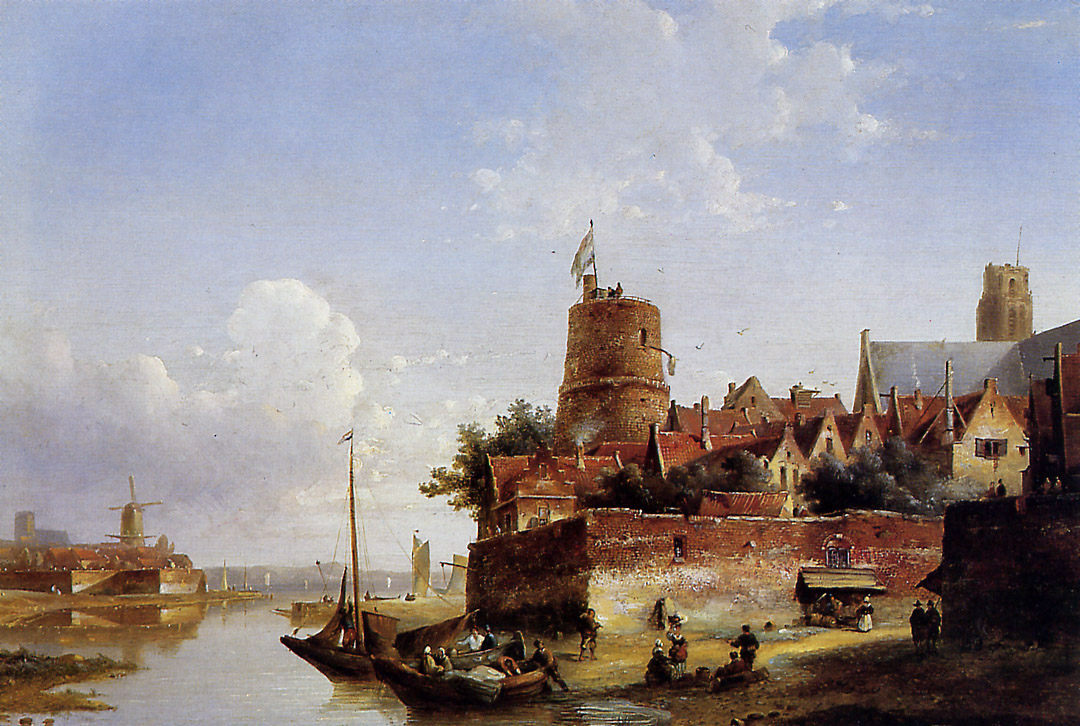
Stadsgezicht
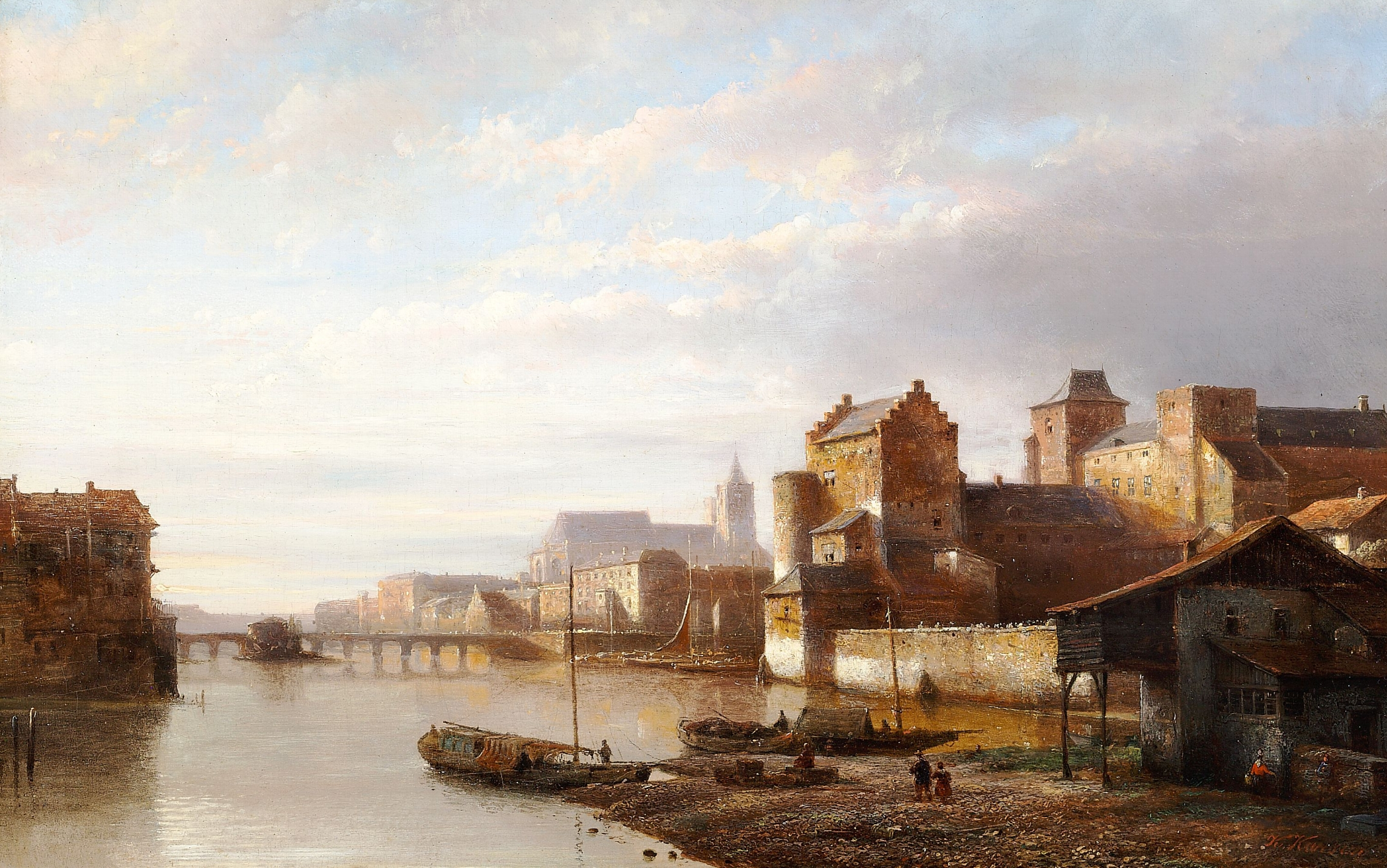
Gezicht op een Nederlandse stad met een brug over een rivier
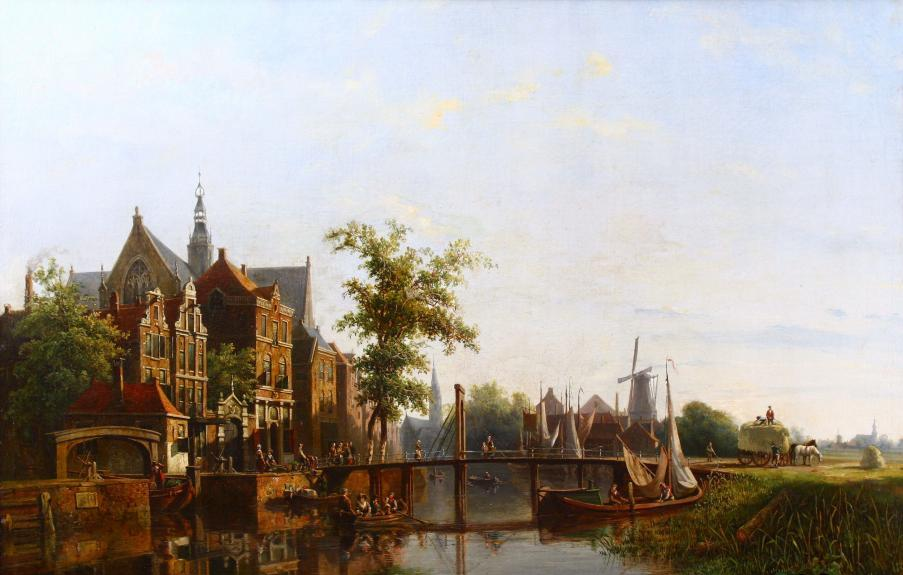
Romantisch Stadsgezicht met gracht en vele figuren
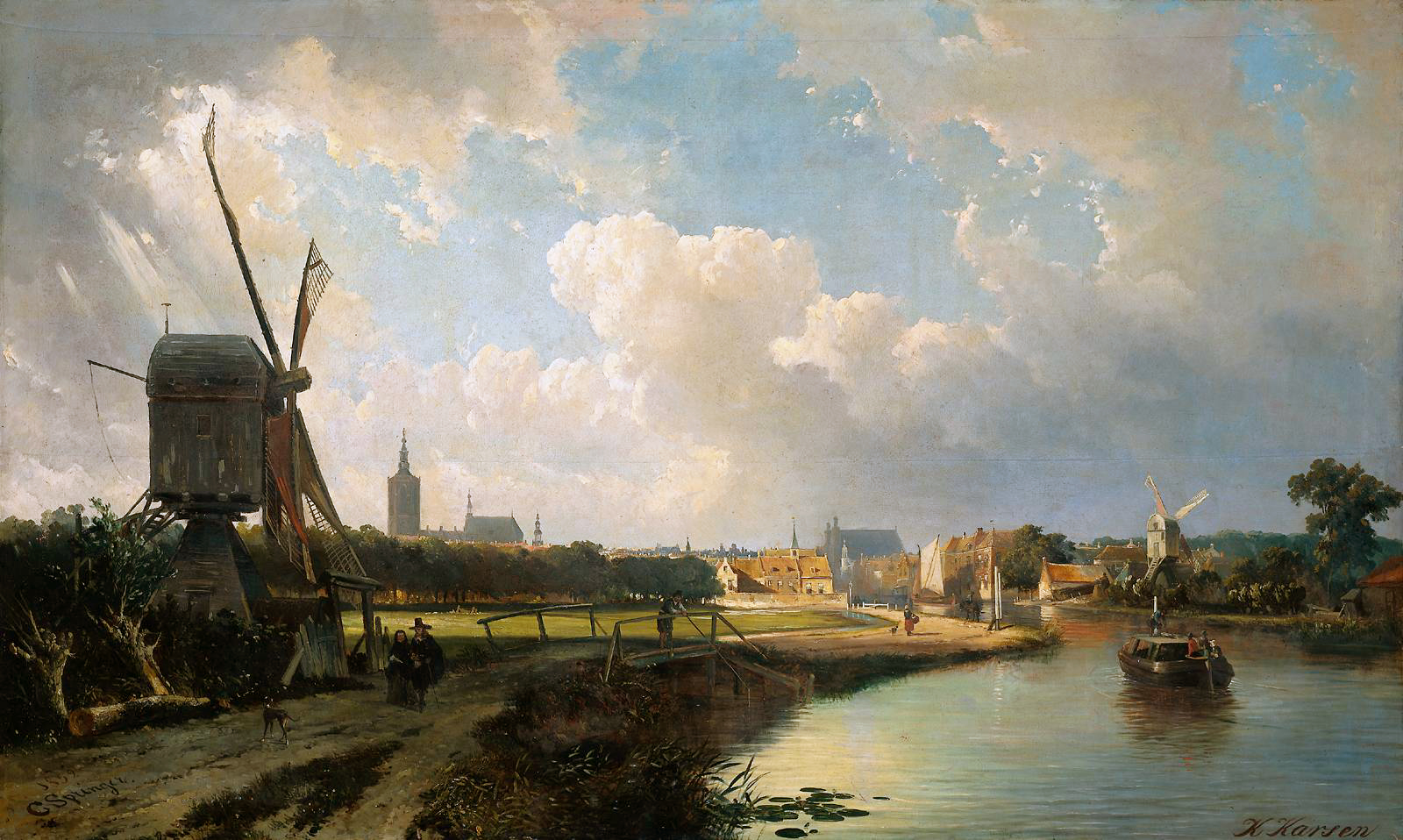
Zicht op Den Haag
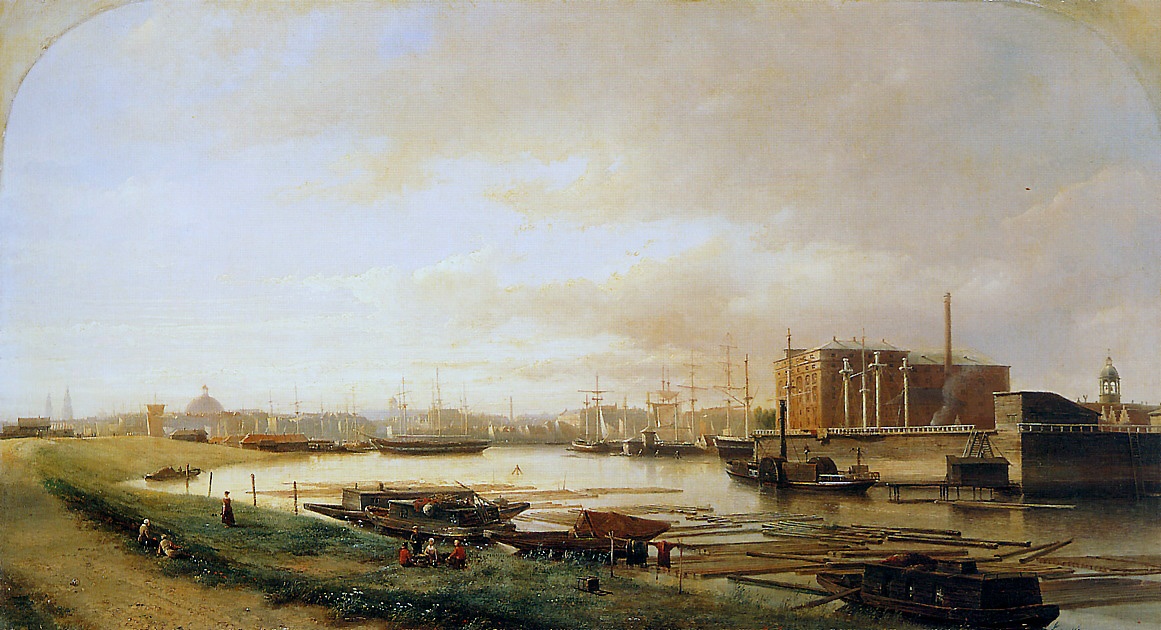
De Amsterdamse Stoomsuikerraffinaderij